# (8433) Brachyrhynchus
(8433) Brachyrhynchus (2561 P-L) – planetoida z grupy pasa głównego asteroid okrążająca Słońce w ciągu 4,47 lat w średniej odległości 2,71 au. Odkryta 24 września 1960 roku.